# Liste des monuments historiques protégés en 1905
Cet article recense les monuments historiques français classés en 1905.

## Protections
| Édifice                                                                          | Commune                     | Département         | Région                     | Protection | Base Mérimée                         | Coordonnées                        | Image |
| -------------------------------------------------------------------------------- | --------------------------- | ------------------- | -------------------------- | ---------- | ------------------------------------ | ---------------------------------- | ----- |
| Château d'Ambérieux-en-Dombes                                                    | Ambérieux-en-Dombes         | Ain                 | Auvergne-Rhône-Alpes       | classé     | « PA00116290 », notice no PA00116290 | 45° 59′ 50″ nord, 4° 54′ 11″ est   |       |
| Abbaye Notre-Dame d'Ambronay                                                     | Ambronay                    | Ain                 | Auvergne-Rhône-Alpes       | classé     | « PA00116291 », notice no PA00116291 | 46° 00′ 24″ nord, 5° 21′ 42″ est   |       |
| Poype de Villars                                                                 | Villars-les-Dombes          | Ain                 | Auvergne-Rhône-Alpes       | classé     | « PA00116595 », notice no PA00116595 | 46° 00′ 11″ nord, 5° 01′ 46″ est   |       |
| Pile romaine de Luzenac                                                          | Moulis                      | Ariège              | Occitanie                  | classé     | « PA00093894 », notice no PA00093894 | 42° 57′ 21″ nord, 1° 05′ 01″ est   |       |
| Châteaux de Lastours                                                             | Lastours                    | Aude                | Occitanie                  | classé     | « PA00102727 », notice no PA00102727 | 43° 20′ 11″ nord, 2° 22′ 42″ est   |       |
| Fontaine des Prêcheurs                                                           | Aix-en-Provence             | Bouches-du-Rhône    | Provence-Alpes-Côte d'Azur | classé     | « PA00081007 », notice no PA00081007 | 43° 31′ 45″ nord, 5° 27′ 04″ est   |       |
| Fontaine des Quatre-Dauphins                                                     | Aix-en-Provence             | Bouches-du-Rhône    | Provence-Alpes-Côte d'Azur | classé     | « PA00081008 », notice no PA00081008 | 43° 31′ 31″ nord, 5° 27′ 01″ est   |       |
| Fontaine de la place de l'Hôtel-de-Ville                                         | Aix-en-Provence             | Bouches-du-Rhône    | Provence-Alpes-Côte d'Azur | classé     | « PA00081010 », notice no PA00081010 | 43° 31′ 47″ nord, 5° 26′ 52″ est   |       |
| Hôtel Laval-Castellane                                                           | Arles                       | Bouches-du-Rhône    | Provence-Alpes-Côte d'Azur | classé     | « PA00081126 », notice no PA00081126 | 43° 40′ 36″ nord, 4° 37′ 33″ est   |       |
| Maison de Bertrand Mocadeu                                                       | Les Baux-de-Provence        | Bouches-du-Rhône    | Provence-Alpes-Côte d'Azur | classé     | « PA00081215 », notice no PA00081215 |                                    |       |
| Maison du Roi (Les Baux-de-Provence)                                             | Les Baux-de-Provence        | Bouches-du-Rhône    | Provence-Alpes-Côte d'Azur | classé     | « PA00081219 », notice no PA00081219 | 43° 44′ 42″ nord, 4° 47′ 44″ est   |       |
| Fenêtre Post Tenebras Lux                                                        | Les Baux-de-Provence        | Bouches-du-Rhône    | Provence-Alpes-Côte d'Azur | classé     | « PA00081212 », notice no PA00081212 | 43° 44′ 37″ nord, 4° 47′ 43″ est   |       |
| Pavillon de la Reine Jeanne                                                      | Les Baux-de-Provence        | Bouches-du-Rhône    | Provence-Alpes-Côte d'Azur | classé     | « PA00081224 », notice no PA00081224 |                                    |       |
| Maison de Lère                                                                   | Les Baux-de-Provence        | Bouches-du-Rhône    | Provence-Alpes-Côte d'Azur | classé     | « PA00081218 », notice no PA00081218 |                                    |       |
| Tumulus de la Hogue                                                              | Fontenay-le-Marmion         | Calvados            | Normandie                  | classé     | « PA00111346 », notice no PA00111346 | 49° 05′ 45″ nord, 0° 21′ 45″ ouest |       |
| Lanterne des morts de Pranzac                                                    | Pranzac                     | Charente            | Nouvelle-Aquitaine         | classé     | « PA00104461 », notice no PA00104461 | 45° 40′ 12″ nord, 0° 20′ 53″ est   |       |
| Église Notre-Dame-de-l'Assomption de Jazennes                                    | Jazennes                    | Charente-Maritime   | Nouvelle-Aquitaine         | classé     | « PA00104776 », notice no PA00104776 | 45° 34′ 56″ nord, 0° 37′ 02″ ouest |       |
| Arc de Germanicus                                                                | Saintes                     | Charente-Maritime   | Nouvelle-Aquitaine         | classé     | « PA00105247 », notice no PA00105247 | 45° 44′ 45″ nord, 0° 37′ 44″ ouest |       |
| Église Saint-Pierre de Collonges-la-Rouge                                        | Collonges-la-Rouge          | Corrèze             | Nouvelle-Aquitaine         | classé     | « PA00099722 », notice no PA00099722 | 45° 03′ 37″ nord, 1° 39′ 17″ est   |       |
| Église Saint-Sanctin de Malemort-sur-Corrèze                                     | Malemort-sur-Corrèze        | Corrèze             | Nouvelle-Aquitaine         | classé     | « PA00099796 », notice no PA00099796 | 45° 10′ 19″ nord, 1° 34′ 27″ est   |       |
| Croix de cimetière                                                               | Turcey                      | Côte-d'Or           | Bourgogne-Franche-Comté    | classé     | « PA00112705 », notice no PA00112705 | 47° 24′ 32″ nord, 4° 43′ 06″ est   |       |
| Château de Thil                                                                  | Vic-sous-Thil               | Côte-d'Or           | Bourgogne-Franche-Comté    | classé     | « PA00112720 », notice no PA00112720 | 47° 23′ 06″ nord, 4° 20′ 14″ est   |       |
| Collégiale de Thil                                                               | Vic-sous-Thil               | Côte-d'Or           | Bourgogne-Franche-Comté    | classé     | « PA00112721 », notice no PA00112721 | 47° 23′ 14″ nord, 4° 20′ 09″ est   |       |
| Maison avec cheminée gothique                                                    | Carlux                      | Dordogne            | Nouvelle-Aquitaine         | classé     | « PA00082432 », notice no PA00082432 | 44° 53′ 03″ nord, 1° 21′ 13″ est   |       |
| Ancienne Église Sainte-Marie (Sarlat)                                            | Sarlat-la-Canéda            | Dordogne            | Nouvelle-Aquitaine         | classé     | « PA00082930 », notice no PA00082930 | 44° 53′ 24″ nord, 1° 13′ 00″ est   |       |
| Château de la Rigale                                                             | Villetoureix                | Dordogne            | Nouvelle-Aquitaine         | classé     | « PA00083069 », notice no PA00083069 | 45° 15′ 42″ nord, 0° 22′ 40″ est   |       |
| Prieuré d'Aleyrac                                                                | Aleyrac                     | Drôme               | Auvergne-Rhône-Alpes       | classé     | « PA00116879 », notice no PA00116879 | 44° 29′ 58″ nord, 4° 56′ 25″ est   |       |
| Église de Chantemerle-les-Blés                                                   | Chantemerle-les-Blés        | Drôme               | Auvergne-Rhône-Alpes       | classé     | « PA00116905 », notice no PA00116905 | 45° 06′ 36″ nord, 4° 53′ 51″ est   |       |
| Borne milliaire de Saillans                                                      | Saillans                    | Drôme               | Auvergne-Rhône-Alpes       | classé     | « PA00117044 », notice no PA00117044 | 44° 41′ 52″ nord, 5° 11′ 50″ est   |       |
| Église Saint-Jacques de la Folie-Herbault                                        | Fains-la-Folie              | Eure-et-Loir        | Centre-Val de Loire        | classé     | « PA00097105 », notice no PA00097105 | 48° 13′ 26″ nord, 1° 38′ 21″ est   |       |
| Chartreuse Notre-Dame-du-Val-de-Bénédiction                                      | Villeneuve-lès-Avignon      | Gard                | Occitanie                  | classé     | « PA00103303 », notice no PA00103303 | 43° 57′ 59″ nord, 4° 47′ 51″ est   |       |
| Croix du cimetière de Bonzac                                                     | Bonzac                      | Gironde             | Nouvelle-Aquitaine         | classé     | « PA00083155 », notice no PA00083155 | 45° 00′ 16″ nord, 0° 12′ 56″ ouest |       |
| Croix de cimetière de Saint-Germain-de-la-Rivière                                | Saint-Germain-de-la-Rivière | Gironde             | Nouvelle-Aquitaine         | classé     | « PA00083746 », notice no PA00083746 | 44° 56′ 51″ nord, 0° 19′ 58″ ouest |       |
| Château du Hohnack                                                               | Labaroche                   | Haut-Rhin           | Grand Est                  | classé     | « PA00085500 », notice no PA00085500 | 48° 05′ 39″ nord, 7° 11′ 03″ est   |       |
| Pile romaine de Labarthe-Rivière                                                 | Labarthe-Rivière            | Haute-Garonne       | Occitanie                  | classé     | « PA00094357 », notice no PA00094357 | 43° 04′ 57″ nord, 0° 40′ 36″ est   |       |
| Tour de Navarre et d'Orval                                                       | Langres                     | Haute-Marne         | Grand Est                  | classé     | « PA00079129 », notice no PA00079129 | 47° 51′ 37″ nord, 5° 19′ 42″ est   |       |
| Monument funéraire romain (Sauzelles)                                            | Sauzelles                   | Indre               | Centre-Val de Loire        | classé     | « PA00097469 », notice no PA00097469 | 46° 39′ 47″ nord, 1° 00′ 46″ est   |       |
| Château de Luzech                                                                | Luzech                      | Lot                 | Occitanie                  | classé     | « PA00095151 », notice no PA00095151 | 44° 28′ 48″ nord, 1° 17′ 11″ est   |       |
| Église Saint-Genulf du Thoureil                                                  | Le Thoureil                 | Maine-et-Loire      | Pays de la Loire           | classé     | « PA00109373 », notice no PA00109373 | 47° 22′ 17″ nord, 0° 15′ 56″ ouest |       |
| Croix de chemin d'Ambonnay                                                       | Ambonnay                    | Marne               | Grand Est                  | classé     | « PA00078564 », notice no PA00078564 | 49° 04′ 36″ nord, 4° 10′ 23″ est   |       |
| Fortifications de Rodemack                                                       | Rodemack                    | Moselle             | Grand Est                  | classé     | « PA00106977 », notice no PA00106977 | 49° 28′ 06″ nord, 6° 14′ 20″ est   |       |
| Abbaye de Villers-Bettnach                                                       | Saint-Hubert                | Moselle             | Grand Est                  | classé     | « PA00106988 », notice no PA00106988 | 49° 14′ 02″ nord, 6° 21′ 42″ est   |       |
| Prieuré Saint-Nicolas de Courson                                                 | Morienval                   | Oise                | Hauts-de-France            | classé     | « PA00114761 », notice no PA00114761 | 49° 20′ 07″ nord, 2° 55′ 08″ est   |       |
| Poste forestier de Sainte-Perine                                                 | Saint-Jean-aux-Bois         | Oise                | Hauts-de-France            | classé     | « PA00114863 », notice no PA00114863 | 49° 20′ 57″ nord, 2° 52′ 35″ est   |       |
| Prieuré de Saint-Pierre-en-Chastres                                              | Vieux-Moulin                | Oise                | Hauts-de-France            | classé     | « PA00114956 », notice no PA00114956 | 49° 22′ 34″ nord, 2° 57′ 01″ est   |       |
| Église Saint-Martin de Loisail                                                   | Loisail                     | Orne                | Normandie                  | classé     | « PA00110835 », notice no PA00110835 | 48° 30′ 02″ nord, 0° 35′ 29″ est   |       |
| Porte des Degrés                                                                 | Boulogne-sur-Mer            | Pas-de-Calais       | Hauts-de-France            | classé     | « PA00108234 », notice no PA00108234 | 50° 43′ 26″ nord, 1° 36′ 44″ est   |       |
| Porte Gayole                                                                     | Boulogne-sur-Mer            | Pas-de-Calais       | Hauts-de-France            | classé     | « PA00108235 », notice no PA00108235 | 50° 43′ 25″ nord, 1° 36′ 54″ est   |       |
| Colonne de la Grande Armée                                                       | Wimille                     | Pas-de-Calais       | Hauts-de-France            | classé     | « PA00108449 », notice no PA00108449 | 50° 44′ 28″ nord, 1° 37′ 06″ est   |       |
| Beffroi de Besse                                                                 | Besse-et-Saint-Anastaise    | Puy-de-Dôme         | Auvergne-Rhône-Alpes       | classé     | « PA00091891 », notice no PA00091891 | 45° 30′ 40″ nord, 2° 55′ 57″ est   |       |
| Château du Bailli                                                                | Besse-et-Saint-Anastaise    | Puy-de-Dôme         | Auvergne-Rhône-Alpes       | classé     | « PA00091893 », notice no PA00091893 | 45° 30′ 46″ nord, 2° 56′ 00″ est   |       |
| Église Sainte-Anne d'Heume-l'Église                                              | Heume-l'Eglise              | Puy-de-Dôme         | Auvergne-Rhône-Alpes       | classé     | « PA00092137 », notice no PA00092137 | 45° 43′ 06″ nord, 2° 44′ 01″ est   |       |
| Croix de Labessette                                                              | Labessette                  | Puy-de-Dôme         | Auvergne-Rhône-Alpes       | classé     | « PA00092148 », notice no PA00092148 | 45° 29′ 21″ nord, 2° 32′ 20″ est   |       |
| Tête de croix                                                                    | Sauviat                     | Puy-de-Dôme         | Auvergne-Rhône-Alpes       | classé     | « PA00092412 », notice no PA00092412 | 45° 42′ 54″ nord, 3° 32′ 11″ est   |       |
| Fût de croix de Sauviat                                                          | Sauviat                     | Puy-de-Dôme         | Auvergne-Rhône-Alpes       | classé     | « PA00092495 », notice no PA00092495 | 45° 42′ 54″ nord, 3° 31′ 59″ est   |       |
| Église Saint-Loup de Sauviat                                                     | Sauviat                     | Puy-de-Dôme         | Auvergne-Rhône-Alpes       | classé     | « PA00092414 », notice no PA00092414 | 45° 42′ 55″ nord, 3° 32′ 00″ est   |       |
| Croix de cimetière de Vollore-Ville                                              | Vollore-Ville               | Puy-de-Dôme         | Auvergne-Rhône-Alpes       | classé     | « PA00092473 », notice no PA00092473 | 45° 47′ 10″ nord, 3° 36′ 14″ est   |       |
| Croix de Vollore-Ville                                                           | Vollore-Ville               | Puy-de-Dôme         | Auvergne-Rhône-Alpes       | classé     | « PA00092474 », notice no PA00092474 | 45° 47′ 12″ nord, 3° 36′ 00″ est   |       |
| Thermes romains d'Amélie-les-Bains-Palalda                                       | Amélie-les-Bains-Palalda    | Pyrénées-Orientales | Occitanie                  | classé     | « PA00103954 », notice no PA00103954 | 42° 28′ 12″ nord, 2° 40′ 05″ est   |       |
| Site archéologique de Fourvière (Odéon antique de Lyon, Théâtre antique de Lyon) | Lyon                        | Rhône               | Auvergne-Rhône-Alpes       | classé     | « PA00117984 », notice no PA00117984 | 45° 45′ 35″ nord, 4° 49′ 11″ est   |       |
| tombeau de Turpio                                                                | Lyon                        | Rhône               | Auvergne-Rhône-Alpes       | classé     | « PA00117991 », notice no PA00117991 | 45° 45′ 19″ nord, 4° 48′ 58″ est   |       |
| Église Saint-Martin de Laives                                                    | Laives                      | Saône-et-Loire      | Bourgogne-Franche-Comté    | classé     | « PA00113305 », notice no PA00113305 | 46° 38′ 20″ nord, 4° 51′ 15″ est   |       |
| Chapelle Saint-Laurent de Tournus                                                | Tournus                     | Saône-et-Loire      | Bourgogne-Franche-Comté    | classé     | « PA00113490 », notice no PA00113490 | 46° 34′ 11″ nord, 4° 54′ 26″ est   |       |
| Château de Créans                                                                | Clermont-Créans             | Sarthe              | Pays de la Loire           | classé     | « PA00109722 », notice no PA00109722 | 47° 42′ 09″ nord, 0° 00′ 58″ ouest |       |
| Les Charmettes                                                                   | Chambéry                    | Savoie              | Auvergne-Rhône-Alpes       | classé     | « PA00118240 », notice no PA00118240 | 45° 33′ 12″ nord, 5° 55′ 47″ est   |       |
| Tour Notre-Dame-du-Val                                                           | Provins                     | Seine-et-Marne      | Île-de-France              | classé     | « PA00087249 », notice no PA00087249 | 48° 33′ 40″ nord, 3° 18′ 09″ est   |       |
| Calvaire d'Havernas                                                              | Havernas                    | Somme               | Hauts-de-France            | classé     | « PA00116176 », notice no PA00116176 | 50° 02′ 10″ nord, 2° 14′ 09″ est   |       |
| Croix de chemin des Fargues                                                      | Vindrac-Alayrac             | Tarn                | Occitanie                  | classé     | « PA00095658 », notice no PA00095658 | 44° 03′ 26″ nord, 1° 55′ 37″ est   |       |
| Église Saint-Michel de Caderousse                                                | Caderousse                  | Vaucluse            | Provence-Alpes-Côte d'Azur | classé     | « PA00081990 », notice no PA00081990 | 44° 06′ 03″ nord, 4° 45′ 22″ est   |       |
| Église Saint-Nicolas d'Igney                                                     | Igney                       | Vosges              | Grand Est                  | classé     | « PA00107187 », notice no PA00107187 | 48° 16′ 26″ nord, 6° 23′ 46″ est   |       |
| Église Saint-Valérien de Chitry                                                  | Chitry                      | Yonne               | Bourgogne-Franche-Comté    | classé     | « PA00113648 », notice no PA00113648 | 47° 45′ 44″ nord, 3° 42′ 08″ est   |       |
| Église Saint-Cydroine de Laroche-Saint-Cydroine                                  | Laroche-Saint-Cydroine      | Yonne               | Bourgogne-Franche-Comté    | classé     | « PA00113724 », notice no PA00113724 | 47° 58′ 02″ nord, 3° 27′ 59″ est   |       |
| Prieuré de Saint-Jean-des-Bonshommes                                             | Sauvigny-le-Bois            | Yonne               | Bourgogne-Franche-Comté    | classé     | « PA00113847 », notice no PA00113847 | 47° 30′ 14″ nord, 3° 56′ 17″ est   |       |
| Poterne des Quatre-Mares                                                         | Sens                        | Yonne               | Bourgogne-Franche-Comté    | classé     | « PA00113859 », notice no PA00113859 | 48° 11′ 45″ nord, 3° 17′ 07″ est   |       |
| Église Saint-Georges (Richebourg)                                                | Richebourg                  | Yvelines            | Île-de-France              | classé     | « PA00087586 », notice no PA00087586 | 48° 49′ 06″ nord, 1° 37′ 59″ est   |       |